# Anthaxia croesus
Anthaxia croesus es una especie de escarabajo del género Anthaxia, familia Buprestidae. Fue descrita científicamente por Villers en 1789.